# Gettorf

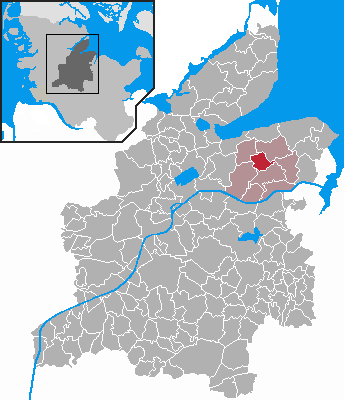
Situation de la commune dans l'arrondissement

Gettorf (Gettorp en danois, Cheddörp, Geddörp en bas allemand) est une commune d'Allemagne située dans l'arrondissement de Rendsburg-Eckernförde (Schleswig-Holstein).

## Géographie
Gettorf se situe entre les villes de Kiel et Eckernförde.

## Histoire
Gettorf est mentionné pour la première fois dans un document officiel en 1259 sous le nom de Ghetdorpe.

## Jumelages
- Marlow (Allemagne) depuis 1991